# Nierijärvi
Nierijärvi är en sjö i Finland. Den ligger i kommunen Enontekis i landskapet Lappland, i den norra delen av landet, 1 000 km norr om huvudstaden Helsingfors. Nierijärvi ligger 440,5 meter över havet. Omgivningarna runt Nierijärvi är i huvudsak ett öppet busklandskap. Arean är 95,1 hektar och strandlinjen är 5,98 kilometer lång.